# سام شوكلي
سام شوكلي (بالإنجليزية: Sam Shockley)‏ هو مجرم أمريكي، ولد في 12 يناير 1909 في أركنساس في الولايات المتحدة، وتوفي في 3 ديسمبر 1948 في سجن سان كوينتن في الولايات المتحدة.